# Robert Gordon (attore)
Robert Gordon (Belleville, 3 marzo 1895 – Victorville, 26 ottobre 1971) è stato un attore statunitense del cinema muto, cui spesso vennero affidati ruoli da protagonista.

## Filmografia
- The Little American, regia di Cecil B. DeMille, Joseph Levering (non accreditati, 1917)
- The Varmint, regia di William Desmond Taylor (1917)
- Tom Sawyer, regia di William Desmond Taylor (1917)
- Bud's Recruit, regia di King Vidor - cortometraggio (1918)
- The Hired Man, regia di Victor L. Schertzinger (1918)
- 'Blue Blazes' Rawden, regia di William S. Hart (1918)
- Huck and Tom, regia di William Desmond Taylor (1918)
- The Kaiser, the Beast of Berlin, regia di Rupert Julian (1918)
- Missing, regia di James Young (1918)
- A Pair of Silk Stockings, regia di Walter Edwards (1918)
- Captain Kidd, Jr., regia di J. Stuart Blackton (1919)
- A Yankee Princess, regia di David Smith (1919)
- The Moonshine Trail, regia di William Desmond Taylor (1919)
- Dawn, regia di J. Stuart Blackton (1919)
- L'altra moglie di mio marito (My Husband's Other Wife), regia di J. Stuart Blackton (1920)
- Respectable by Proxy, regia di J. Stuart Blackton (1920)
- The Blood Barrier, regia di J. Stuart Blackton (1920)
- Dollars and the Woman, regia di George Terwilliger (1920)
- The Vice of Fools, regia di Edward H. Griffith (1920)
- If Women Only Knew, regia di Edward H. Griffith (1921)
- The Rosary, regia di Jerome Storm (1922)
- The Super Sex, regia di Lambert Hillyer (1922)
- Main Street, regia di Harry Beaumont (1923)
- The Greatest Menace, regia di Albert S. Rogell (1923)
- The Mysterious Witness, regia di Seymour Zeliff (1924)
- The Wildcat (1924)
- The Night Message, regia di Perley Poore Sheehan (1924)
- Borrowed Husbands, regia di David Smith (1924)
- The Night Ship, regia di Henry McCarty (1925)
- On the Threshold, regia di Renaud Hoffman (1925)
- The Danger Signal, regia di Erle C. Kenton (1925)
- Shattered Lives, regia di Henry McCarty (1925)
- Hearts and Spangles, regia di Frank O'Connor (1926)
- King of the Pack, regia di Frank Richardson (1926)
- Sgomento (The Reckless Moment), regia di Max Ophüls (1949)